# (29311) Lesire
Pour les articles homonymes, voir Lesire.
(29311) Lesire est un astéroïde de la ceinture principale.

## Description
(29311) Lesire est un astéroïde de la ceinture principale. Il fut découvert le 16 janvier 1994 à Caussols par Eric Walter Elst et Christian Pollas. Il présente une orbite caractérisée par un demi-grand axe de 2,68 UA, une excentricité de 0,20 et une inclinaison de 14,5° par rapport à l'écliptique.

## Compléments